# Culicoides distinctipennis
Culicoides distinctipennis är en tvåvingeart som beskrevs av Austen 1912. Culicoides distinctipennis ingår i släktet Culicoides och familjen svidknott. Inga underarter finns listade i Catalogue of Life.